# Az imák hatásossága
Az imák és az imádkozás hatékonyságát legalább 1872 óta tanulmányozzák annak kiderítésére, hogy az imának van-e mérhető hatása az imádkozó egészségére. Az empirikus kutatások és kísérletek azt mutatják, hogy az imának nincs kimutatható hatása. 
Míg egyes vallási csoportok azzal érvelnek, hogy az ima ereje nyilvánvaló, mások megkérdőjelezik, hogy lehetséges-e mérni a hatását. Dr. Fred Rosner, a zsidó orvosi etika szaktekintélye kétségét fejezte ki afelől, hogy az imát valaha is empirikus elemzésnek vethetik alá.  Az alapvető filozófiai kérdések az ima hatékonyságának kérdésére vonatkoznak – például, hogy a statisztikai következtetés elegendő-e bárminek „bizonyításához” vagy „cáfolatához”, és hogy a téma egyáltalán a tudomány körébe tartozik-e.